# بول فارمر
بول إدوارد فارمر (بالإنجليزية: Paul Farmer)‏ (ولد 26 أكتوبر 1959م) عرف لعمله الإنساني وتوفير الرعاية الصحية التي تتميز بها دول «العالم الأول» لتقديمها للناس في دول «العالم الثالث»، ابتداء من هايتي.
هو مؤسس مشارك لمنظمة الصحة العالمية «شركاء في الصحة»، كما اشتهر بعد فوز كتاب "Mountains Beyond Mountains" بعدد من الجوائز. يحكي الكتاب سيرة الطبيب الذاتية ويتتبع حياته مع التركيز بشكل خاص على عمله ضد مرض السل القتال في هايتي وبيرو وروسيا.

## روابط خارجية
- بول فارمر على موقع IMDb (الإنجليزية)
- بول فارمر على موقع الموسوعة البريطانية (الإنجليزية)
- بول فارمر على موقع إن إن دي بي (الإنجليزية)
- بول فارمر على موقع قاعدة بيانات الفيلم (الإنجليزية)